# لوئیس کالهرن
لوئیس کالهرن (انگلیسی: Louis Calhern؛ زاده ۱۹ فوریهٔ ۱۸۹۵ – درگذشته ۱۲ مهٔ ۱۹۵۶) هنرپیشه اهل کشور ایالات متحده آمریکا بود.

## قسمتی از فیلمشناسی
- لکه ننگ -۱۹۲۱
- دیوانه بلوند -۱۹۳۱
- هر شب -۱۹۳۲
- ۲۰۰۰۰ سال در سینگ سینگ -۱۹۳۲
- فریسکو جنی -۱۹۳۲
- سوپ اردک -۱۹۳۳
- عشق‌بازی‌های چلینی -۱۹۳۴
- کنت مونت کریستو -۱۹۳۴
- آخرین روزهای پمپی -۱۹۳۵
- زندگی امیل زولا -۱۹۳۷
- دختر خیابان پنجم -۱۹۳۹
- این زن را به چنگ می‌آورم -۱۹۴۰
- بهشت می‌تواند صبر کند -۱۹۴۳
- پل سن لوئیس ری -۱۹۴۴
- بدنام -۱۹۴۶
- طاق نصرت -۱۹۴۸
- اسب سرخ -۱۹۴۹
- دانوب سرخ -۱۹۴۹
- زندگی خودش -۱۹۵۰
- یانکی باشکوه -۱۹۵۰
- نانسی به ریو می‌رود -۱۹۵۰
- آنی تفنگت را می‌گیرد -۱۹۵۰
- جنگل آسفالت -۱۹۵۰
- راهروی شیطان -۱۹۵۰
- مردی با ردا -۱۹۵۱
- دعوت -۱۹۵۲
- ما متأهل نیستیم! -۱۹۵۲
- زندانی زندا -۱۹۵۲
- ژولیوس سزار -۱۹۵۳
- راپسودی -۱۹۵۴
- خیانت -۱۹۵۴
- شاهزاده دانشجو -۱۹۵۴
- مقامات اجرایی -۱۹۵۴
- آتنا -۱۹۵۴
- ولخرج -۱۹۵۵
- مدرسه اوباش و اراذل -۱۹۵۵
- قشر مرفه -۱۹۵۶

## جوایز وافتخارات
- کاندیدای بهترین بازیگر نقش اول مرد برای فیلم یانکی باشکوه -۱۹۵۰ گلدن گلوب